# Vieja
Vieja — рід риб з родини цихлові. Географічно розповсюдження обмежується Центральною Америкою, передусім Мексикою, Гватемалою й Нікарагуа. Більшість видів - це прісноводні риби, знайдені у стоячих або повільних водах півдня Мексики до Сальвадору, але V. maculicauda також зустрічається і в солонуватих водах, аж до Панами. Вони є високотілими цихлідами, які досягають довжини 17–35 см. Історично Vieja була включена до складу Cichlasoma. Після визнаний власним родом, він спершу включав більшість зовні подібних, відносно великих і міцних цихлід Центральної Америки та Південної Мексики, але нині деякі з них вважаються належними до окремих родів: Chuco, Cincelichthys, Isthmoheros, Kihnichthys, Maskaheros та Oscura. Vieja харчується переважно рослинною речовиною, але може також вживати дрібних безхребетних.

## Види
Рід налічує 8 видів:
- Vieja bifasciata (Steindachner, 1864) — двосмугова цихліда
- Vieja breidohri (U. Werner & Stawikowski, 1987) — ангостурова цихліда
- Vieja fenestrata (Günther, 1860)
- Vieja guttulata (Günther, 1864) — аматітланова цихліда
- Vieja hartwegi (J. N. Taylor & R. R. Miller, 1980)
- Vieja maculicauda (Regan, 1905) — чорногорла цихліда
- Vieja melanura (Günther, 1862) — червоноголова цихліда
- Vieja zonata (Meek, 1905) — оахакова цихліда